# Stars and Stripes Vol. 1
Stars and Stripes Vol. 1 es un álbum de estudio por The Beach Boys editado en 1996. Contiene nuevas versiones de los clásicos del grupo, pero con las voces de cantantes de country, con las armonías de The Beach Boys de fondo. Fue el último disco del grupo en que intervino Carl Wilson, que murió en 1998.
En esta época Brian Wilson se volvió a casar, su estado mental se encontraba mucho mejor desde hace muchos años, fue persuadido de volver a unirse al grupo y actuar como coproductor. Según Melinda, la mujer de Wilson, sobre la grabación del disco, "ellos [The Beach Boys] le trataron [a Brian] como un inválido, todo el tiempo diciéndole 'Haz esto, no hagas esto, ¿estás bien?'"
La mayoría de los artistas invitados tenían cada uno al menos un número uno, antes de participar en este álbum, aunque hay cuatro excepciones: James House, Junior Brown, Kathy Troccoli y Timothy B. Schmit (Troccoli y Schmit no son cantantes principalmente de country, sino más bien están asociados a la cristiana y rock, respectivamente). Tammy Wynette había grabado una versión de "In My Room", con Brian Wilson, la cual fue guardada para el proyecto de Stars and Stripes Vol. 2, pero el álbum no se realizó. Su actuación está incluida en el documental de televisión The Beach Boys: Nashville Sounds.
Si bien es indudable que Stars and Stripes Vol. 1 haya vendido más que Summer in Paradise, en general el álbum fue un fracaso. En consecuencia, los volúmenes de la serie fueron desechados. Además les impidió tener un contrato discográfico, dejando las sesiones con Andy Paley inacabadas.
El álbum se había agotado hace varios años y era difícil de conseguir, pero fue reeditado en CD en mayo de 2008. The Beach Boys: Nashville Sounds muestra imágenes de estudio de su producción y las entrevistas con los participantes. El documental sería la última vez en donde los Beach Boys originales se presentaron juntos para promocionar un álbum. Esto volvería a acontecer en la reunión por el cincuentenario en 2012, y con su nuevo álbum de estudio That's Why God Made the Radio. 

## Lista de canciones
| Side one |                          |                                         |                     |          |  |
| N.º      | Título                   | Escritor(es)                            | Vocalista principal | Duración |  |
| 1.       | «Don't Worry Baby»       | Brian Wilson/Roger Christian            | Lorrie Morgan       | 3:16     |  |
| 2.       | «Little Deuce Coupe»     | B. Wilson/Christian                     | James House         | 2:50     |  |
| 3.       | «409»                    | B. Wilson/Mike Love/Gary Usher          | Junior Brown        | 2:20     |  |
| 4.       | «Long, Tall Texan»       | Henry Strzelecki                        | Doug Supernaw       | 4:02     |  |
| 5.       | «I Get Around»           | B. Wilson/Love                          | Sawyer Brown        | 2:29     |  |
| 6.       | «Be True to Your School» | B. Wilson/Love                          | Toby Keith          | 3:18     |  |
| 7.       | «Fun, Fun, Fun»          | B. Wilson/Love                          | Ricky Van Shelton   | 2:20     |  |
| 8.       | «Help Me, Rhonda»        | B. Wilson/Love                          | T. Graham Brown     | 3:10     |  |
| 9.       | «The Warmth of the Sun»  | B. Wilson/Love                          | Willie Nelson       | 3:18     |  |
| 10.      | «Sloop John B»           | trad. arr. B. Wilson                    | Collin Raye         | 3:45     |  |
| 11.      | «I Can Hear Music»       | Jeff Barry/Ellie Greenwich/Phil Spector | Kathy Troccoli      | 3:14     |  |
| 12.      | «Caroline, No»           | B. Wilson/Tony Asher                    | Timothy B. Schmit   | 3:19     |  |